# Телерадіожурналіст

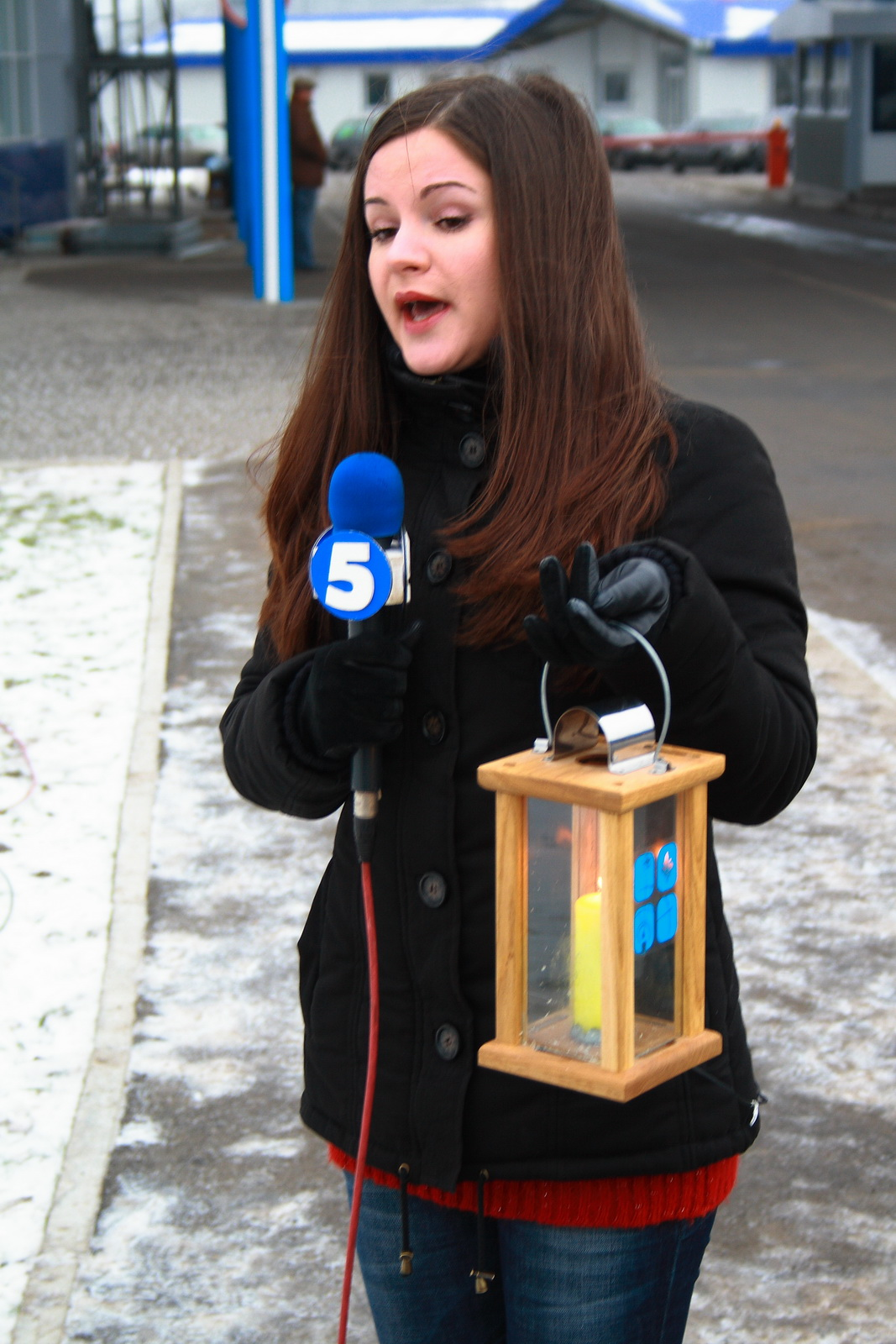
Тележурналіст «5 каналу» на кордоні Польщі з Україною при передачі Вифлемського вогню Миру, грудень 2007

Телерадіожурналіст — штатний або позаштатний творчий працівник телерадіоорганізації, який професійно збирає, одержує, створює і готує інформацію для подальшого розповсюдження.